# NGC 3014
NGC 3014 (również PGC 28222) – galaktyka spiralna (Sbc), znajdująca się w gwiazdozbiorze Sekstantu. Odkrył ją John Herschel 19 lutego 1830 roku.